# Хіос (ном)
Хіос (грец. Χίος) — ном у Греції, що належить до групи Північних Егейських островів. Складається з островів Хіос, Псара та декількох невеликих островів. Столиця — Хіос.

## Муніципалітети

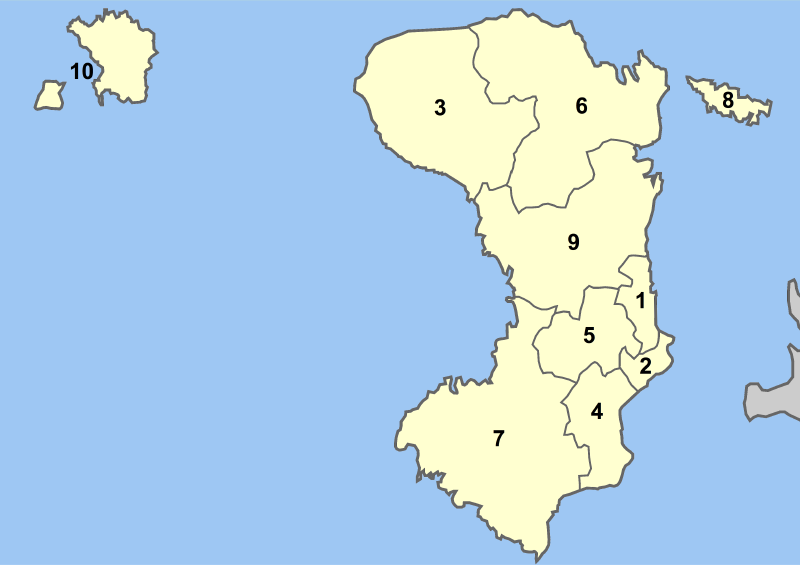
Муніципалітети ному Хіос

|    | Муніципалітет | YPES код | Місцева влада (якщо відрізняється) | Поштовий код | Тел. код     |
| -- | ------------- | -------- | ---------------------------------- | ------------ | ------------ |
| 1  | Хіос          | 5409     | --                                 | 821 00       | 22710-2 до 4 |
| 2  | Айос-Мінас    | 5401     | Тіміана                            | 821 00       | 22730-3      |
| 3  | Амані         | 5402     | Воліссос                           | 821 03       | 22740-2      |
| 4  | Іонія         | 5403     | Каллімасія                         | 821 00       | 22710-5 до 6 |
| 5  | Камбохора     | 5404     | Халкіо                             | 821 00       | 22710-8      |
| 6  | Кардаміла     | 5405     | --                                 | 823 00       | 22720-2      |
| 7  | Мастіхохорія  | 5406     | Піргі                              | 821 02       | 22710-7      |
| 8  | Інуссес       | 5407     | --                                 | 821 03       | 22710-52     |
| 9  | Оміруполі     | 5408     | Вронтадос                          | 822 00       | 22710-9      |
| 10 | Псара         | 5410     | --                                 | 821 04       | 22740-6      |

| Греція | Це незавершена стаття з географії Греції. Ви можете допомогти проєкту, виправивши або дописавши її. |